# Trans Am Totem

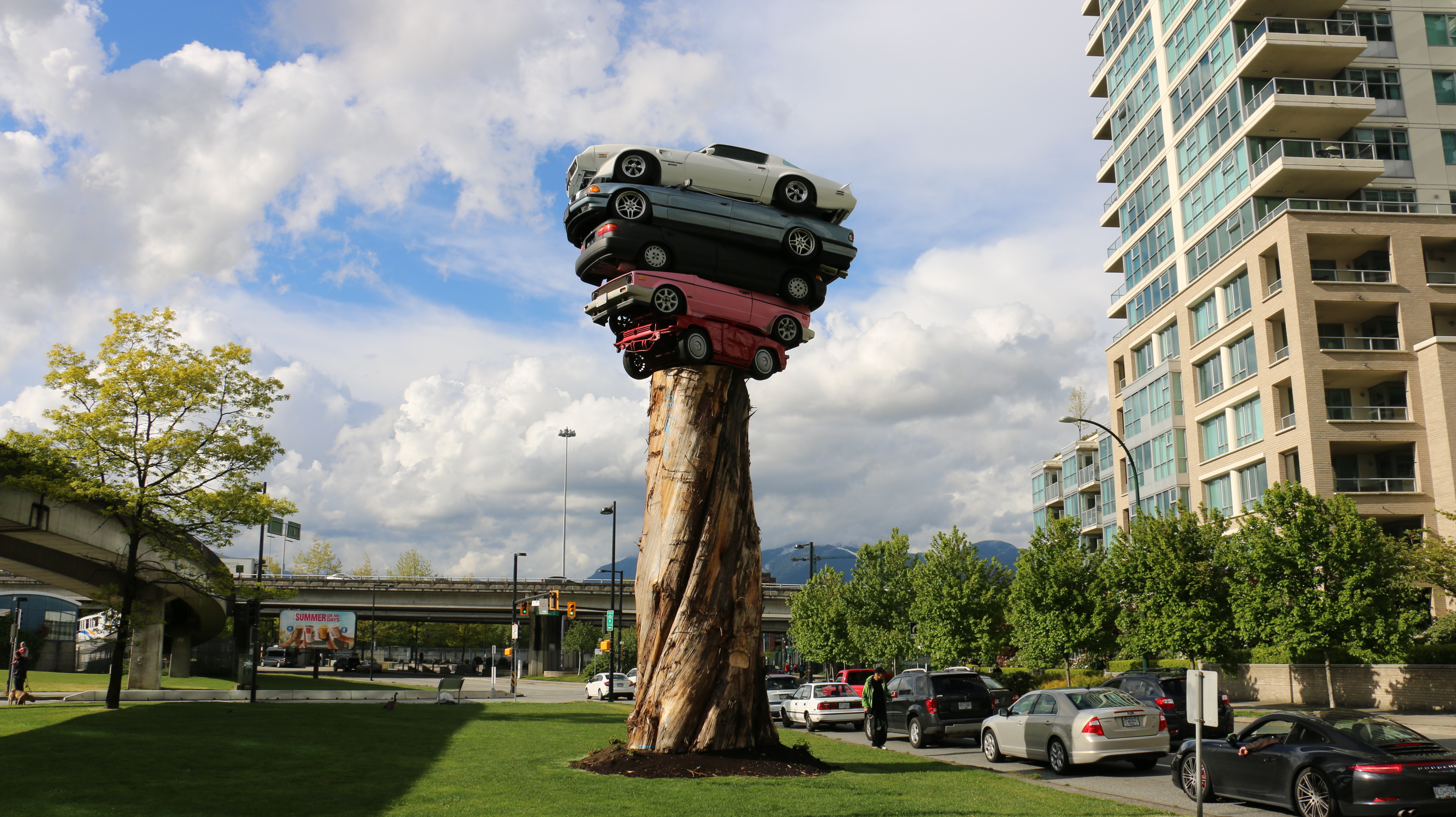
Trans Am Totem

Trans Am Totem ist eine Kunstinstallation von Marcus Bowcott in Vancouver, Kanada, die während der Vancouver Biennale im April 2015 enthüllt wurde.

## Lage
Die Skulptur steht in Vancouver an der Kreuzung der Quebec Street und der Milross Avenue, in der Nähe des False Creek östlich des Stadtzentrums.

## Skulptur

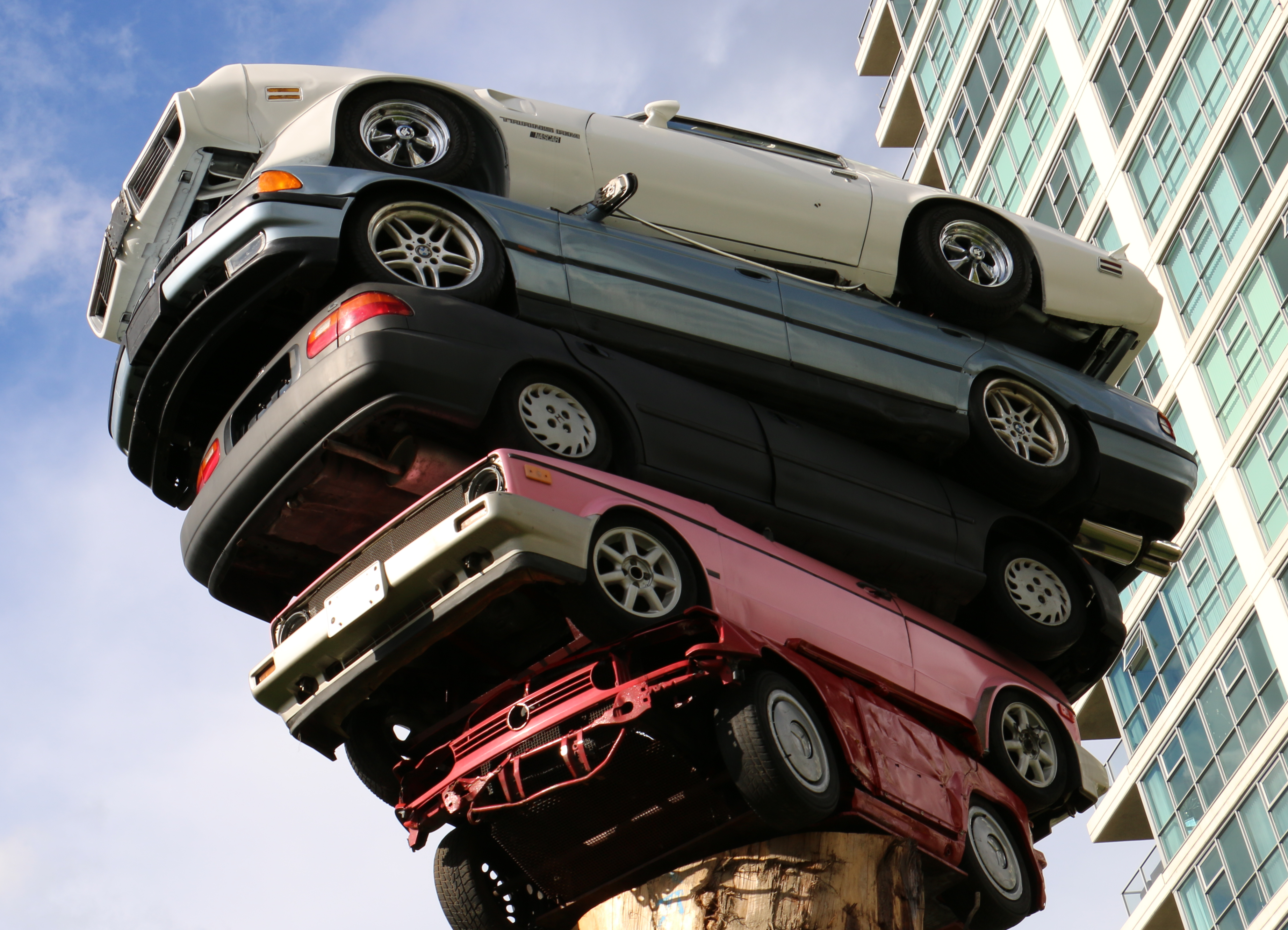
Der Autostapel

Der Totempfahl besteht aus fünf Autos auf einer hölzernen Basis, die aus einem einzigen Baumstamm hergestellt wurde. Der hölzerne Teil der Skulptur besteht aus dem Stamm eines Riesen-Lebensbaums, der der Länge nach in zwei Hälften geteilt wurde, um das zentrale Stahlrohr zu ummanteln.
Der Stapel von Autowracks besteht von unten nach oben aus rot lackierten Teilen eines in der Länge gekürzten Mercedes 190, kombiniert mit der Front eines VW Golf III, einem VW Golf I Cabriolet, einer Honda Civic Limousine und einem BMW 7er sowie dem namensgebenden Pontiac Trans Am. Die Fahrzeuge wurden von einem lokalen Schrotthändler gestiftet, nachdem die Motoren, Getriebe und die Antriebsstränge entfernt worden waren, um das Gewicht zu reduzieren. Sie wurden von Bowcott neu lackiert. Eine von einem Solarmodul gespeiste Stromversorgung lässt bei Nacht die Front- und Heckleuchten brennen. Die Fahrzeuge sind an einem Stahlrohr befestigt, das sich im Inneren der Skulptur befindet. Die Skulptur ist insgesamt 10 m hoch und wiegt 11,34 Tonnen.

## Künstlerische Motivation
Bowcotts Begeisterung für Schrottautos begann, als er in den 1980er Jahren auf einem Schleppschiff auf dem Fraser River arbeitete. Bauern nutzten Schrott, um Wellenbrecher herzustellen, um die Erosion einzudämmen. Bowcott versuchte, seine Impressionen der verrostenden Fahrzeuge in Gemälden darzustellen, war aber von den Ergebnissen selbst enttäuscht. Nachdem er 22 Jahre an der Capilano University unterrichtet hatte, begann er mit der Arbeit für die Vancouver Biennale von 2014 bis 2016.
Er benötigte zwei Jahre für den Bau des Autostapels, wobei ihm seine Lebensgefährtin Helene Aspinall und der Bauingenieur Eric Karsh halfen. Die Vancouver Biennale unterstützte das Projekt mit 10.000 kanadischen Dollar. Der Rest wurde vom Künstler aufgebracht. Nachdem die Skulptur enthüllt worden war, startete er eine Crowdfunding-Kampagne, durch die er 6.500 kanadische Dollar für entstandene Installationskosten erhielt. Er beschrieb das Objekt als eine Kritik an der Wegwerfgesellschaft und der Umweltzerstörung.